# Elmas (companie)
Elmas Brașov este o companie care activează pe piața instalațiilor industriale de ridicat din România, înființată în 1990.
Compania produce ascensoare, macarale industriale, structuri metalice, platforme pentru materiale și comercializează stivuitoare, sisteme de depozitare și parcare auto, și utilaje forestiere.
Compania are capital 100% privat românesc, cu acționariat format din 12 persoane fizice.
În prezent, compania deține în România puncte de lucru în București, Constanța, Ploiești, Suceava, Timișoara, Târgu-Mureș și Zalău, iar în afara țării la Sofia, Chișinău, Szeged și Tel-Aviv.

## Istoric
Compania este prezentă pe piața românească din 1990, ca furnizor și producător de echipamente de ridicat si manipulat.
În 1993, compania devine agenție Demag în România, iar în 1996 dealer Linde Material Handling.
Din anul 2005, Elmas produce în România macarale industriale mono- și bigrindă, sub licență Demag.
În 2009, compania lansează pe piață gama de ascensoare electrice Cirro fără camera mașinii, made in Brașov.
În 2014, Elmas a preluat activele unei companii producătoare de structuri metalice, în cadrul unei tranzacții de 3,75 milioane euro.
În 2016, compania demarează producția de macarale industriale Demag de tip V și își majorează capitalul social la 5,35 milioane euro.
În același este inaugurată și linia de refabricare stivuitoare Linde, cu o investiție de 700.000 de euro.
În 2018 este finalizată investiția de peste 650.000 de euro în panouri fotovoltaice montate pe acoperisul halei de producție, cu o suprafață de 5.000 de metri pătrați.
În 2019, liftul STONE fabricat de Elmas câștigă locul I la categoria "Lifturi cu scop special", în cadrul concursului internațional "Project of the Year 2019", organizat de ELEVATOR WORLD, SUA.
În 2020, proiectul MEGA ELEVATOR fabricat de Elmas Brașov câștigă locul I la categoria "Lifturi cu scop special", în cadrul concursului mondial "Project of the Year 2020", organizat de ELEVATOR WORLD, SUA.
În același an, compania Elmas lansează dispozitivul UVECO care echipează lifturile produse la Brașov și are rolul de a decontamina aerul din cabina ascensorului, cu ajutorul luminii ultraviolete din gama UV-C.
În 2021, pentru al treilea an consecutiv, compania Elmas Brașov câștigă locul I cu platforma pentru persoane "Pasărea Măiastră", la categoria "Lifturi speciala", în cadrul concursului mondial "Project of the Year 2021", organizat de ELEVATOR WORLD, SUA.
În 2023, compania Elmas Brașov a lansat pe piața din România primul ascensor închiriat pe termen lung, pentru blocurile de locuințe. Ascensoarele ELMAS oferite spre închiriere au o durată de viață proiectată de 25 de ani și beneficiază de tehnologie de ultimă generație

## Rezultate financiare
Număr de angajați:
- 2022: 400
- 2018: 400
- 2016: 330
- 2007: 240 [6]
- 2005: 185 [7]

Cifra de afaceri:
- 2023: 40 milioane euro[8]
- 2022: 38 milioane euro
- 2020: 29,5 milioane euro
- 2019: 32 milioane euro
- 2018: 145,7 milioane lei[8]
- 2017: 122 milioane lei [9]
- 2016: 26,6 milioane euro
- 2013: 74,7 milioane lei [1]
- 2012: 20,2 milioane euro [10]
- 2009: 15 milioane euro [11]
- 2006: 14,1 milioane euro [3]
- 2005: 10,4 milioane euro [3][12]
- 2004: 8,2 milioane euro [3]
- 2003: 5 milioane euro [3]